# Maestro delle Vitae Imperatorum
Maestro delle Vitae Imperatorum (fl. XV secolo) è stato un miniatore italiano, attivo in Lombardia tra il 1430 ed il 1450.

## Biografia

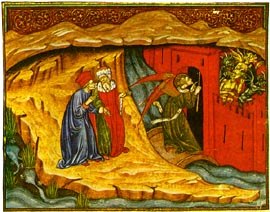
Dante e Virgilio osservano il messaggero celeste che apre la porta di Dite, Inferno - canto IX - Biblioteca Comunale, Imola

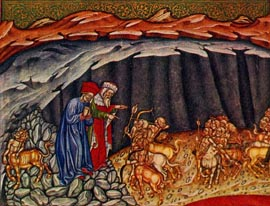
Dante e Virgilio incontrano tre centauri seguiti da altri centauri, Inferno - Biblioteca Comunale, Imola

Il nome di Maestro delle Vitae Imperatorum si deve a Pietro Toesca, che ne identificò la mano nel codice delle Vitae Imperatorum di Svetonio, conservato nella Biblioteca Nazionale di Parigi (manoscrito n. 131) e risalente al 1431. Il Maestro fu a capo di una fiorente bottega milanese, che ebbe numerosi incarichi da parte di Filippo Maria Visconti, duca di Milano dal 1412 al 1447. Per il Signore di Milano il Maestro, con il supporto della bottega, produsse un Inferno di Dante, risalente al 1438 circa un tempo custodito nella Biblioteca Visconteo Sforzesca e ora diviso tra la Biblioteca Nazionale di Parigi, la Biblioteca Civica di Imola ed una collezione privata. Per la sposa del duca produsse, probabilmente in collaborazione con Belbello da Pavia, la Bibbia di Maria di Savoia, conservata al a Chambéry, alla Biblioteca Municipale.
Molto probabilmente nella stessa bottega operò anche il Maestro Olivetano, per molto tempo confuso con lo stesso Maestro, ma oggi pienamente riconosciuto e i suoi lavori divisi da quelli del Maestro delle Vitae Imperatorum. Per entrambi furono importanti le influenze derivanti dal Pisanello.
Altre opere principali del Maestro delle Vitae Imperatorum sono:
- Collectarum Orationum, Biblioteca Capitolare, Milano, risalente al 1420-1430;
- Officium Beatiae Virgini, Biblioteca Universitaria, Bologna, risalente al 1445-1450;
- Liber Meditationum, Biblioteca Trivulziana, Milano;
- Messale, Biblioteca Braidense, chiesa di Santo Stefano in Brolo, Milano;
- Dittamondo di Fazio degli Uberti, Biblioteca Nazionale, Parigi.

Nel 1996, sono stati scoperti due manoscritti latini inediti all'interno del fondo antico della Biblioteca Apostolica Vaticana, attribuiti con certezza al Magister Vitae Imperatorum. I codici in questione sono il lat. 171 e il lat. 7636.